# Marco Fábio Ambusto (pontífice máximo)
Marco Fábio Ambusto (em latim: Marcus Fabius Ambustus) foi um magistrado romano da gente Fábia e que era pontífice máximo da República Romana no ano que Roma foi tomada pelos gauleses de Breno, 390 a.C.. 

## História
Seus três filhos, Cesão, Numério e Quinto foram enviados como embaixadores aos gauleses quando eles estavam cercando Clúsio e os atacaram. Os gauleses então exigiram que os três fossem entregues por terem violado a lei das nações. Quando o Senado se recusou a obedecer, os gauleses marcharam contra Roma, que foi saqueada depois da Batalha do Ália. No mesmo ano, os três foram eleitos tribunos consulares.
Muitos estudiosos acreditam que todos estes eventos são fictícios, uma vez que Clúsio não tinha motivo algum para pedir ajuda aos romanos e os gauleses não precisavam ser provocados para saquearem Roma. A história, especula-se, existe para prover uma explicação para um ataque desmotivado a Roma e para representar Roma como um bastião na defesa da Itália contra os gauleses.